# Maritiman

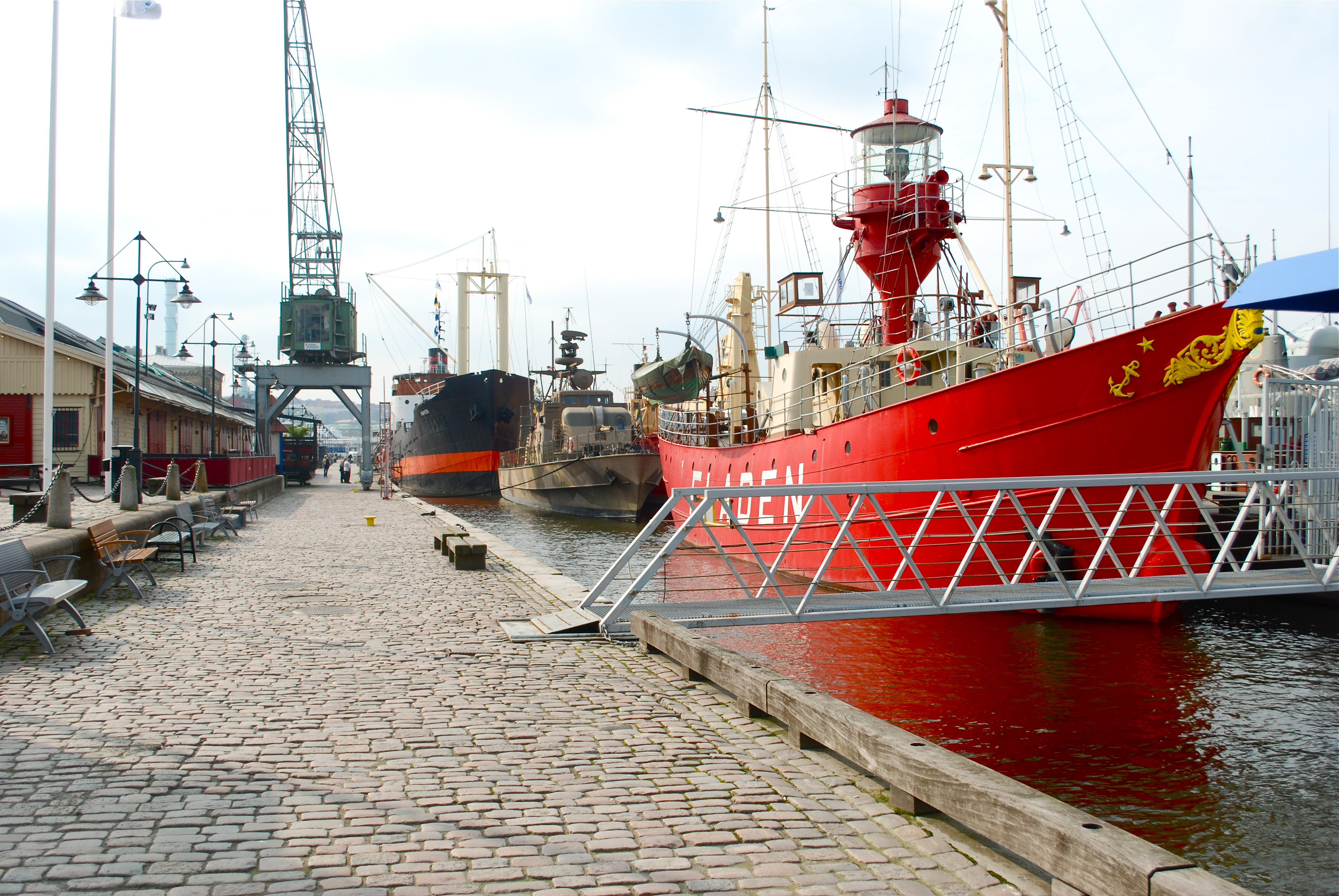
Maritiman museum met de Fladen

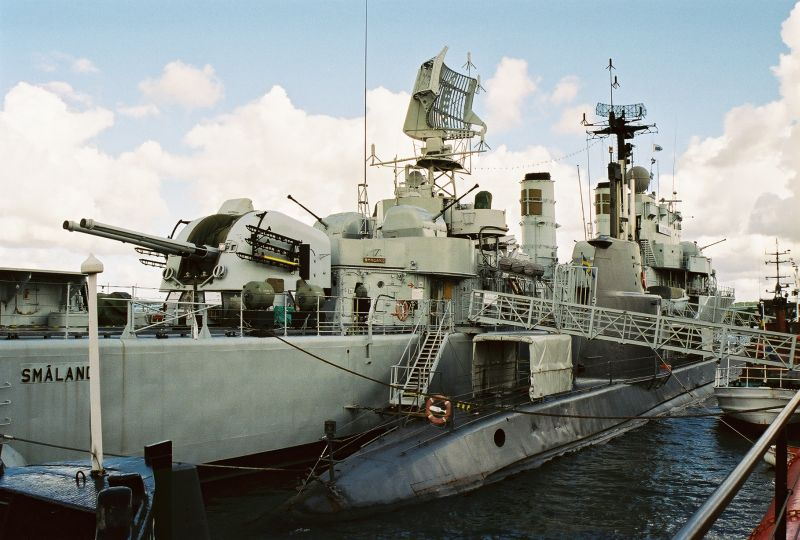
De Småland en op de voorgrond onderzeeboot Nordkaparen

Maritiman is een scheepvaartmuseum aan de Göta älv in Göteborg. Het museum heeft 19 schepen in de collectie, het oudste schip is de HMS Sölve, een monitor uit 1875. Alle schepen liggen in het water.

## Schepen in de collectie
- Vrachtschip Fryken, gebouwd in 1938 op een Deense scheepswerf. Het schip werd in 1986 gekocht door het museum.
- Torpedobootjager HMS Småland (J19), het grootste museummarineschip in Scandinavië. Gebouwd in de stad in 1961 en het schip was tussen 1965 en 1979 in dienst bij de Zweedse marine.
- ESAB IV, een reparatieschip uit 1920.
- Flodsprutan II, een boot in gebruik bij de brandweer voor het blussen van branden op schepen en op de kade.
- Het lichtschip Fladen werd in 1915 gebouwd, maar door de oorlog werd het pas in 1919 op een vaste plaats gelegd. Het werd in 1929 en in 1959 gemoderniseerd. Het telde een bemanning van 8 personen die voor een periode van vier tot zes weken aan boord verbleven. In 1969 werd het schip vervangen door een vaste vuurtoren.
- Mijnenlegger Kalmarsund, gebouwd in Stockholm en kwam in 1953 in dienst.
- Monitor HMS Sölve werd in 1875 gebouwd in Norrköping. Ze had bij de bouw een kanon met een kaliber van 24 centimeter. Het kanon was niet draaibaar en het hele schip moest van richting veranderen om het kanon te richten. Tussen 1899 en 1901 werd het gemoderniseerd en kreeg een lichter kanon van 12 centimeter, maar deze was wel beperkt draaibaar.
- Onderzeeboot Nordkaparen, gebouwd in 1960-1961 en kwam in 1962 in dienst. Het heeft tot de tachtiger jaren gevaren voor de marine. Het heeft een waterverplaatsing van 835 ton en kon tot 150 meter diep duiken.